# Miroslav Lajčák
Miroslav Lajčák (* 20. března 1963 Poprad) je slovenský politik a diplomat rusínského původu. V letech 2009–2010 a 2012–2020 zastával funkci ministra zahraničních věcí v první, druhé a třetí Ficově vládě, rovněž tak v Pellegriniho kabinetu, jako nestraník nominovaný SMER - sociální demokracií.
V devadesátých letech byl velvyslancem v Japonsku, následně pak v Jugoslávii, a mezi lety 2007–2009 vysokým představitelem pro Bosnu a Hercegovinu. Mezi roky 2017–2018 působil jako předseda 72. zasedání Valného shromáždění OSN.

## Život
Miroslav Lajčák je rusínského původu. Vystudoval právo na Komenského univerzitě v Bratislavě, později studoval mezinárodní vztahy a diplomacii na Moskevském státním institutu pro mezinárodní vztahy. Studoval tak na Eropském centru George Marshalla v německém Garmisch-Partenkirchenu. V letech 1983–1990 byl členem Komunistické strany Československa.
V roce 1988 začal pracovat na československém ministerstvu zahraničí. Mezi lety 1991 a 1993 působil na velvyslanectví v Moskvě, nejprve československém a později slovenském. Mezi lety 1993 až 1994 byl šéfem kabinetu slovenského ministerstva zahraničí. V letech 1994 až 1998 pak byl slovenským velvyslancem v Japonsku, mezi lety 2001 a 2005 pak funkci velvyslance zastával v tehdejší Jugoslávii (Srbsku a Černé Hoře od roku 2003), Albánii a Makedonii.
Od 30. června 2007 vystřídal ve funkci Vysokého představitele pro Bosnu a Hercegovinu svého předchůdce, Christiana Schwarz-Schillinga.
Ve Ficově první vládě zastával v období od 26. ledna 2009 do 8. července 2010 funkci ministra zahraničních věcí. Do téhož úřadu byl opět jmenován během dubna 2012 v rámci druhého Ficova kabinetu. Setrval v něm i ve třetí Ficově vládě a navazujícím Pellegriniho kabinetu, který ukončil činnost v březnu 2020.
V roce 2016 neúspěšně kandidoval na funkci generálního tajemníka OSN. Dne 31. května 2017 byl zvolen předsedou Valného shromáždění OSN, funkce se oficiálně ujal 12. září 2017 a vykonával ji po dobu jednoho roku.

## Vyznamenání
- Řád cti – Moldavsko, 2014[2]